# 第5惑星
『第5惑星』（だいごわくせい、Enemy Mine）は、1985年のアメリカ映画。原作はバリー・B・ロングイヤーによる中編SF小説『わが友なる敵』。

## ストーリー
宇宙進出した地球人がドラコ星人（ドラック）と戦争を繰り広げている21世紀末の世界で、激戦の末に地球人のダビッジと、ドラックのジェリバが同じ惑星・フィライン第4惑星（Fryine IV）に墜落する。隕石が無数に降り注ぐ危険な惑星環境ゆえに二人は生き延びるため協力せざるを得なくなる。互いの言葉を少しずつ覚えて意志の疎通が可能となるも（ジェリバの地球語理解が早く、会話は地球語が基本となる）、あくまで敵対的な態度を変えないダビッジと、同じくダビッジを見下し続けるジェリバ。しかし危機をジェリバに救われたダビッジは態度を多少改め、隕石除けのシェルターを作ったことで安全な時間を持てるようになると、それまでの無礼を反省し、ドラックの聖書（タルマン）をよく読んでいるジェリバに、ドラック語を教えてくれるよう頼む。ジェリバもまた自分の態度を謝罪し、ダビッジにドラック語を教える。一向に救助がやってこないためダビッジは長い時間をかけてドラック語を習得する。
あるときシェルターへの避難にもたつくジェリバに、ダビッジは思わず「侵略者のくせにまともに走れもしないのか」と憤る。一方ジェリバも「我々は1000年も前から宇宙に出ていた探究者であり、後からやってきて戦争を始めた侵略者は地球人だ」と言い返す。先の見えない状況に鬱憤が募り協力関係が崩壊することを危惧したダビッジは、救助の訪れを待つのではなく助けを捜しに行くことを提案するが、ジェリバは待つことを選ぶ。助けを得られたら戻ってくると約束し、ダビッジは一人で出発する。過酷な旅の果てに文明の痕跡を発見するが、それは地球人の無法者たち「鉱山あさり」が採掘奴隷としてドラックを酷使していた証でもあった。どう話したものかと悩みつつシェルターへ戻ったダビッジが見たものは、妊娠したジェリバの姿だった。ドラックは生殖行動を取らずとも時期が来れば自然に妊娠する生態であり、そのため同行できなかったのだ。成果を尋ねるジェリバに、ダビッジは「何もない」とだけ答える。ジェリバは産まれてくる子供にザミスという名を用意し、出産後の準備を始める。
凶暴な原生生物に襲われたことでシェルターが崩壊したため、二人は猛吹雪の中を移動する羽目になった。ダビッジは疲労困憊のジェリバを元気づけようとザミスの話を促し、それがジェリバの祖先の名に由来すること、ドラックの子供が社会に迎え入れられるためには、その親が一族代々の名を長老たちの前で復唱する儀式があることを知る。ようやく見つけた洞穴へ避難するとジェリバが「私の家系を教えよう」と持ち掛けるが、先にダビッジが両親と祖父母のことを話す。ダビッジ家のことを教えられたジェリバは「家系の歴史を教わることはドラックにとって名誉なこと」「贈り物の交換だ」と、自らの家系についてダビッジに伝える。それは170世代にも上る長大な内容であったが、歌の形式を取っており、他にすることもないダビッジは聞くうちに歌を覚える。
ついに出産のときを迎えたジェリバは、しかし自身にも不明な理由で体調がひどく悪化しており、ザミスの親となって育ててくれるよう、そしていつかドラコ星にザミスを連れていって長老の前で家系を復唱してくれるよう、ダビッジを友と呼んで頼み込む。ダビッジは涙ながらにそうすることを誓い、自力で出産できぬまま息を引き取ったジェリバの胎内からザミスを取り出して命を守った。ドラックの子育てまでは教わっていないと嘆きつつ、赤子のザミスが食べられるものを探し、ドラックゆえに成長が早いザミスの体格に合わせて何度も衣服を用意し、地球語とドラック語で教育を与え、自分（地球人）とザミス（ドラック）の違いを説明し、遊び相手も務める。育児に懸命なダビッジにザミスはよく懐き、彼を「おじさん」と呼んで慕った。
ある日、第4惑星に宇宙船が降り立った。様子を見に駆け付けたダビッジが目にしたのは、ドラックの奴隷を引き連れた地球人の鉱山あさりたちの姿だった。ダビッジはザミスに「決して近寄ってはいけない」と述べ、彼らと接触せず救助を求めはしなかった。しかし人間と言えばダビッジのことしか知らず、また自分以外のドラックを見たこともないザミスは、宇宙船で一緒にやってきた人間とドラックは友達同士ではないかと考えて（ダビッジから「君の父さんは俺の一番の親友だった」と聞かされていた）、採掘現場へ向かって捕まってしまう。ダビッジは狩猟に使っていた弓矢で鉱山あさりを攻撃するが、相手は銃で武装しており撃たれてしまった。
「第4惑星で発見された素性不明の死体」として地球人類に回収されたダビッジは死体処理の寸前で息を吹き返し、意識のない状態で「ザミス」というドラック語の発音を繰り返したため素性が調査され、3年前から消息不明となっていた軍属のダビッジであることが確かめられる。地球軍の元に確保されたダビッジであったが、意識を取り戻すと制止命令を振り切って戦闘機を強奪し、単身、第4惑星へ戻っていく。
採掘現場で使役されていたドラックの一人がザミスから「おじさん」の話を聞いており、地球人であるダビッジに対して敵意を見せずにザミスが宇宙船の中に囚われていることを教える。船内へ忍び込んだダビッジはザミスを発見するが、鉱山あさりたちにも察知されてしまう。ザミスの身を庇いながら多勢に無勢の戦いに挑んだダビッジを救ったのは、武器を手にしたドラック奴隷たちであった。逃亡したダビッジを追って地球軍も鉱山へ辿り着き、ドラックたちと共に、互いを思いやるダビッジとザミスの深い絆を目にする。
ダビッジは解放されたドラックたちとザミスを連れてドラコ星へ赴き、長老たちの前でザミスの家系を歌い上げて、亡きジェリバとの誓いを果たした。それから時が過ぎ、自らの子を持つことになったザミスは、家系の歌にダビッジの名を付け加える。

## スタッフ
- 監督：ヴォルフガング・ペーターゼン
- 製作総指揮：スタンリー・オトゥール
- 製作：スティーブン・フリードマン
- 脚色：エドワード・カマラ
- 原作：バリー・ロングイヤー

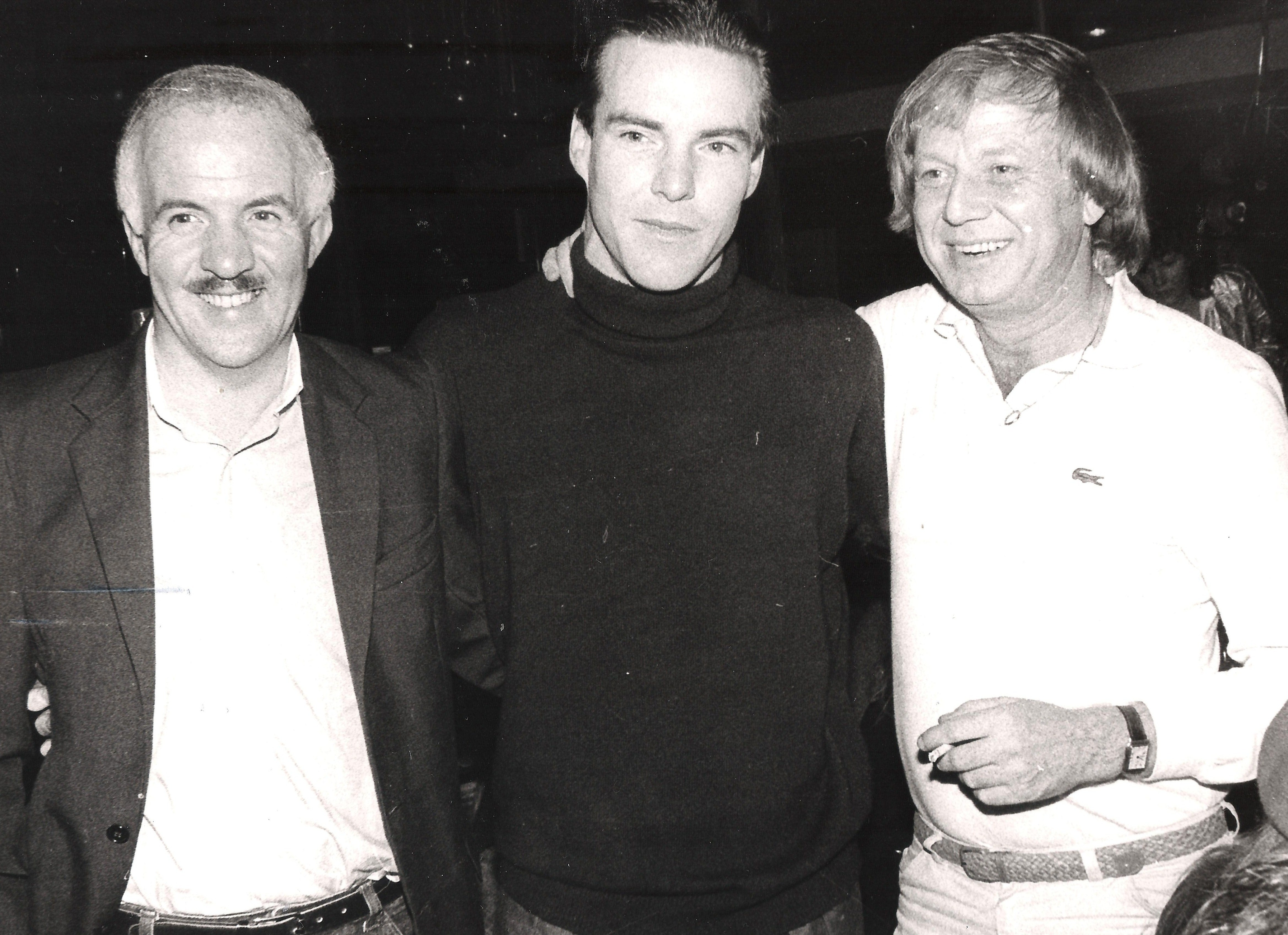
左からスタンリー・オトゥール、デニス・クエイド、ヴォルフガング・ペーターゼン（1984年）

- キャラクター・デザイン：クリス・ウェイラス
- 撮影：トニー・アイミ
- 美術：ロルフ・ツェートバウアー
- 音楽：モーリス・ジャール
- 編集：ハンネス・ニーケル
- SFX：インダストリアル・ライト・アンド・マジック
- 日本語字幕：戸田奈津子

## キャスト
※括弧内はTV版日本語吹き替え
- ダビッジ - デニス・クエイド（屋良有作）
- ジェリバ（ドラコ星人） - ルイス・ゴセット・ジュニア（阪脩）
- スタッブス - ブライオン・ジェームズ（池田勝）
- アーノルド - リチャード・マーカス（上田敏也）
- ザミス - バンパー・ロビンソン（坂本千夏）

## 評価
第14回アボリアッツ・ファンタスティック映画祭で黄金のアンテナ賞を受賞。
第13回サターン賞ではSF映画賞にノミネートされた。

## トリビア
- 孤立した敵同士が過酷な状況下に置かれ対峙していく、という物語前半の設定から、ジョン・ブアマン監督、リー・マーヴィン、三船敏郎出演の映画『太平洋の地獄』の宇宙版とも称される。

- 原作者で脚本も担当したバリー・B・ロングイヤーは、ルイス・ゴセット・ジュニアが演じたドラコ星人の名を、彼の敬愛する俳優ジェームズ・シゲタの名前に着想を得て「ジェリバ・シーガン」と名付け、執筆中も彼を想定してストーリーを書き上げた、と自著『The Enemy Papers』に記している。

- 音楽は当初、エルマー・バーンスタインがやることになっていた。